# Bifertenstock
El Bifertenstock (romanche: Piz Durschin) es una montaña suiza de los Alpes de Glarus, situada a una altitud de 3419 m en la frontera entre los cantones suizos de Glarus (norte) y los Grisones (sur), pero su pico se encuentra a unos 25 metros al sur de la frontera. Tiene vistas a cuatro valles: el valle del glaciar Biferten al noroeste, el glaciar Griess al noreste, el Val Punteglias al sur, que baja hasta Trun, y el Val Frisal al sureste. Los glaciares cubren ambos lados de la montaña, pero son más pequeños en el lado sur. 
La montaña se encuentra en los municipios de Trun y Breil/Brigels, en el cantón de los Grisones, y Glarus Süd, en el cantón de Glarus. Los asentamientos más cercanos son los pueblos de Trun, al sur, y Linthal, al norte.